# José Francisco da Cruz Trovisqueira
José Francisco da Cruz Trovisqueira ComC, conhecido como Barão de Trovisqueira (freguesia de Gavião, Vila Nova de Famalicão, 15 de março de 1824 – freguesia de Vila Nova de Famalicão, Vila Nova de Famalicão, 1 de novembro de 1898), foi um médico, juiz, empresário e político português.

## Biografia
Nasceu em Vila Nova de Famalicão, na freguesia de Gavião, lugar de Trovisqueira, em 15 de março de 1824. Foi batizado no mesmo dia, na igreja de Gavião, pelo seu coadjutor, padre Francisco Gonçalves de Carvalho.
Em 1834 emigrou para o Brasil donde só regressou em 1851. Durante o tempo em que residiu no Rio de Janeiro prestou valiosos socorros a muitos súbditos portugueses que, por falta de meios, se viram colocados nas mais críticas situações. 
Casou em 2 de junho de 1859, na igreja paroquial de Santa Engrácia, em Lisboa, com D. Maria da Ascensão de Mora-Varona e Araújo, filha de Joaquim Costa Araújo e D. Inês de La Mora. Tiveram três filhos.
Foi chefe concelhio do Partido Progressista e deputado às Cortes do Reino por Vila Nova de Famalicão em duas legislaturas: 1868-69 (juramento a 27.4.1868) e 1869-70 (juramento a 1.5.1869). Presidiu à Câmara Municipal de V.N. de Famalicão durante 5 mandatos (1868-69, 1870-71, 1872-73, 1874-75 e 1878-81), tendo também sido vereador.
Também exerceu o cargo de Juiz de Direito, 2.º substituto, em exercício, na comarca de V.N. de Famalicão. Teve uma concessão, que vendeu, para construir uma linha férrea entre o Porto e Matosinhos, pelo sistema americano.
Entre 1883 e 1885 montou, em Riba d'Ave, uma pequena fábrica de fiação de lã.

## Palacete
Em 1857, mandou construir um célebre palacete, em Vila Nova de Famalicão, após ter granjeado grande fortuna no Brasil. Instalado no principal arruamento da então Vila, o palacete teve a honra de acolher as visitas do rei D. Pedro V e do infante D. João (1861) e, mais tarde, dos reis D. Luís I e D. Maria Pia (1863), servindo como paragem obrigatória e digna hospedaria à família real nas suas deslocações a Braga. Atualmente, alberga o Museu Bernardino Machado e o Arquivo Municipal Alberto Sampaio.

## Honrarias
Foi distinguido com o grau de Comendador da Ordem Militar de Cristo a 10 de janeiro de 1863, Barão de Trovisqueira a 14 de janeiro de 1864, Fidalgo-Cavaleiro da Casa Real a 27 de janeiro de 1864 e Comendador Ordinário de La Real e Distinguida Orden de Carlos III, de Espanha a 8 de janeiro de 1873.